# Lost Cause
Lost Cause är en låt av alternativ rock-artisten Beck. Låten kom med som den femte låten på hans album Sea Change släppt 24 september 2002 och var även släppt som den första av två singlar från albumet samma år.
Beck har spelat låten live över 300 gånger. 